# Yves Amoureux
Pour les articles homonymes, voir Amoureux (homonymie).
Yves Amoureux est un réalisateur et scénariste français né à Bellegarde-sur-Valserine en 1951. 

## Biographie
Yves Amoureux est assistant réalisateur avant de tourner son premier long métrage. Il travaille également pour la télévision.

## Filmographie

### Comme réalisateur
- 1987 : Le Beauf
- 1994 : Match (téléfilm)
- 1995  : Les Cordier, juge et flic (série télévisée) - épisode :  Un si joli témoin
- 1998  : Les Cordier, juge et flic (série télévisée) - épisode : Un garçon mystérieux
- 1999 : Le Double de ma moitié

### Comme assistant-réalisateur
- 1974 : Rosebud d'Otto Preminger
- 1975 : Une Anglaise romantique (The Romantic Englishwoman), de Joseph Losey
- 1976 : Mes nuits avec... Alice, Pénélope, Arnold, Maud et Richard de Didier Philippe-Gérard
- 1977 : Rendez-vous en noir de Claude Grinberg TV
- 1980 : Nijinski de Herbert Ross
- 1981 : Fifty-Fifty de Pascal Vidal
- 1982 : Les Jocondes de Jean-Daniel Pillault
- 1982 : Ménage à trois (Better Late Than Never) de Bryan Forbes
- 1983 : L'Héritier de la panthère rose (Curse of the Pink Panther) de Blake Edwards
- 1984 : Gwendoline de Just Jaeckin